# Palthis yuntasalis
Palthis yuntasalis là một loài bướm đêm trong họ Noctuidae.